# روث بركان ماركوس
رُوث بَرْكان ماركوس (بالإنجليزية: Ruth Barcan Marcus)‏ (اسمها عند الولادة: روث شارلوت بركان، 2 أغسطس 1921 – 19 فبراير 2012) كانت فيلسوفة ومنطقية أكاديمية أمريكية، اشتهرت بإسهاماتها في المنطق الطوري والمنطق الفلسفي. طورت أول الأنظمة الرسمية للمنطق الطوري المكمَّم، وبهذا قدمت أول مبدأ يُدعى «صيغة بركان». هي أيضًا أول من استعمل رابطة «المربع» المنطقية التي صارت الآن رمزًا نموذجيًّا للتعبير عن الضرورة. كانت تَنشر أولًا باسم روث سي بركان، وكانت على حد كلام دون غاريت «من أهم المناطقة الفلاسفة المؤثرين في القرن العشرين». في 2008 قال تيموثي ويليامسون في احتفائه بمسيرتها المهنية الطويلة إن عديدًا من «أفكارها الرئيسة ليست أصيلة ذكية جميلة رائعة مؤثرة سابقة زمانها وحسب، وإنما –في رأيي– صحيحة أيضًا».

## سيرتها المِهنية الأكاديمية
في 1941 تخرجت روث بركان بامتياز في جامعة نيويورك، بشهادة في الرياضيات والفلسفة. ثم انتقلت إلى ييل للدراسات العليا، ونالت الماجستير في 1942، والدكتوراه في 1946.
صارت أستاذة زائرة في جامعة نورث وسترن من 1950 إلى 1953، ثم في 1959 مجددًا. اشتغلت مساعدة ثم أستاذة مساعِدة في جامعة روزفلت بشيكاغو بين 1956 و1963. ومن 1964 إلى 1970 كانت أستاذة فلسفته في جامعة إلينوي بشيكاغو (عملها أصلًا كان رئاسة القسم). واشتغلت أستاذة فلسفة في جامعة نورث وسترن من 1970 إلى 1973، حين تعيّنت أستاذة فلسفة ريوبين بوست هاليك في جامعة ييل حتى تقاعدت أستاذةً فخرية في 1992. لكنها واصلت التدريس في الفصول الدراسية الشتائية في جامعة كاليفورنيا بإرفاين حتى 1997.
ومن المناصب المهنية التي شغلتها في سيرتها المِهنية: رئاسة مجلس مديري الجمعية الفلسفية الأمريكية (1976–1983)، ورئاسة جمعية المنطق الرمزي (1983–1986)، ثم رئاسة المعهد الدولي للفلسفة (1989–1992).

## الفلسفة

### المنطق الطوري المكمَّم
أدخلت صيغة بركان الشهيرة في المنطق الطوري المكمَّم بوصفها مسلَّمة. نشرت أول أعمالها (أول دراسة مسلَّمِيَّة للمنطق الطوري ذي المكمِّمات) باسم ما قبل الزواج: روث سي بركان، حاويًا هذه المقالات الثلاث: «تفاضل وتكامل عمليان من الرتبة الأولى، بناء على التضمين القطعي» في دورية المنطق الرمزي (1946)، و«نظرية الاستنباط في التفاضل والتكامل العمليان من الرتبة الأولى، بناء على التضمين القطعي» في نفس الدورية والعام، و«هوية الأفراد في التفاضل والتكامل العمليين القطعيين من الرتبة الثانية» في 1947 بنفس الدورية.